# 2018 ve sportu
Toto je přehled sportovních událostí konaných v roce 2018.

## Sportovní hry
- XXIII. Zimní olympijské hry 2018 v Pchjongčchangu
- VII. Zimní paralympijské hry 2018
- III. Letní olympijské hry mládeže 2018 v Buenos Aires
- XVIII. Asijské hry 2018 v Indonésii

## Atletika
- Halové mistrovství světa v atletice 2018
- Mistrovství světa juniorů v atletice 2018
- Mistrovství Evropy v atletice 2018
- Mistrovství České republiky v atletice 2018
- Halové mistrovství České republiky v atletice 2018

## Basketbal
- Euroliga v basketbalu žen 2017/18

## Biatlon
- Světový pohár v biatlonu 2017/2018
- Světový pohár v biatlonu 2018/2019

## Cyklistika
- Mistrovství světa v dráhové cyklistice 2018
- Mistrovství světa v silniční cyklistice 2018
- Giro d'Italia 2018
- Tour de France 2018
- Vuelta a España 2018

### Cyklokros
- Mistrovství světa v cyklokrosu 2018
- Mistrovství České republiky v cyklokrosu 2018

## Florbal
- Mistrovství světa ve florbale mužů 2018 –  Finsko
- Mistrovství světa ve florbale žen do 19 let 2018 –  Švédsko
- Tipsport Superliga 2017/2018 – Technology Florbal MB
- Extraliga žen ve florbale 2017/2018 – 1. SC TEMPISH Vítkovice

## Fotbal

### Svět
- Mistrovství světa ve fotbale 2018

### Evropské poháry
- Superpohár UEFA 2018
- Liga mistrů UEFA 2017/2018
- Liga mistrů UEFA 2018/2019
- Liga národů UEFA 2018/2019
- Evropská liga UEFA 2017/2018
- Evropská liga UEFA 2018/2019

### Národní ligy

#### Česko
- HET liga 2017/2018
- Fortuna národní liga 2017/2018
- MOL Cup 2017/2018
- MOL Cup 2018/2019
- Česká fotbalová liga 2017/2018
- Česká fotbalová liga 2018/2019
- Moravskoslezská fotbalová liga 2017/2018
- Divize A 2017/2018
- Divize A 2018/2019
- Divize B 2017/2018
- Divize B 2018/2019
- Divize C 2017/2018
- Divize C 2018/2019
- Divize D 2017/2018
- Divize E 2017/2018

#### Itálie
- Serie A 2017/2018
- Serie A 2018/2019
- Serie B 2017/2018
- Serie B 2018/2019

#### Island
- Úrvalsdeild 2018

#### Španělsko
- Primera División 2018/2019

## Házená
- Mistrovství Evropy v házené mužů 2018

## Judo
- Mistrovství světa v judu 2018
- Mistrovství Evropy v judu 2018

## Kanoistika
- Světový pohár ve vodním slalomu 2018

## Krasobruslení
- Mistrovství Evropy v krasobruslení 2018

## Lední hokej

### Svět
- Mistrovství světa v ledním hokeji 2018

## Ledolezení

### Svět
- Mistrovství světa v ledolezení 2018 (kombinace)
- Světový pohár v ledolezení 2018
- Mistrovství světa juniorů v ledolezení 2018

### Kontinenty
- Mistrovství Asie v ledolezení 2018
- Mistrovství Evropy v ledolezení 2018
- Evropský pohár v ledolezení 2018
- Evropský pohár v ledolezení 2018/2019

## Lyžování

### Klasické lyžování
- Světový pohár v běhu na lyžích 2017/2018
- Světový pohár v severské kombinaci 2017/2018

## Motoristický sport
- Formule 1 v roce 2018

## Orientační běh
- Mistrovství světa v orientačním běhu 2018
- Akademické mistrovství světa v orientačním běhu 2018
- Mistrovství světa juniorů v orientačním běhu 2018
- Mistrovství Evropy v orientačním běhu 2018
- Mistrovství České republiky v orientačním běhu 2018

## Rychlobruslení
- Světový pohár v rychlobruslení 2017/2018
- Mistrovství Evropy v rychlobruslení 2018

## Sportovní lezení

### Svět
- Mistrovství světa ve sportovním lezení 2018
- Světový pohár ve sportovním lezení 2018
- Mistrovství světa juniorů ve sportovním lezení 2018
- Akademické mistrovství světa ve sportovním lezení 2018

### Kontinenty
- Mistrovství Asie ve sportovním lezení 2018
- Mistrovství Evropy juniorů ve sportovním lezení 2018
- Evropský pohár juniorů ve sportovním lezení 2018

### Česko
- Mistrovství ČR v soutěžním lezení 2018

## Tenis

### Grand Slam
- Australian Open 2018
- French Open 2018
- Wimbledon 2018
- US Open 2018

### Týmové soutěže
- Davis Cup 2018
- Fed Cup 2018
- Hopman Cup 2018

### Profesionální okruhy
- ATP World Tour 2018
- WTA Tour 2018
- WTA 125K 2018

## Šachy
- Česká šachová extraliga 2017/2018

## Zápas
- Mistrovství světa v zápasu řecko-římském 2018
- Mistrovství světa v zápasu ve volném stylu 2018
- Mistrovství Evropy v zápasu řecko-římském 2018
- Mistrovství Evropy v zápasu ve volném stylu 2018